# 勝運寺
勝運寺（しょううんじ）は広島県竹原市にある曹洞宗の寺院。
元亀元年（1570年）に草創し天正９年（1581年）に完成。安芸郡矢野の新興寺六世（現在廃寺）の以天圭穆和尚を請待し開山とする。